# 앵주

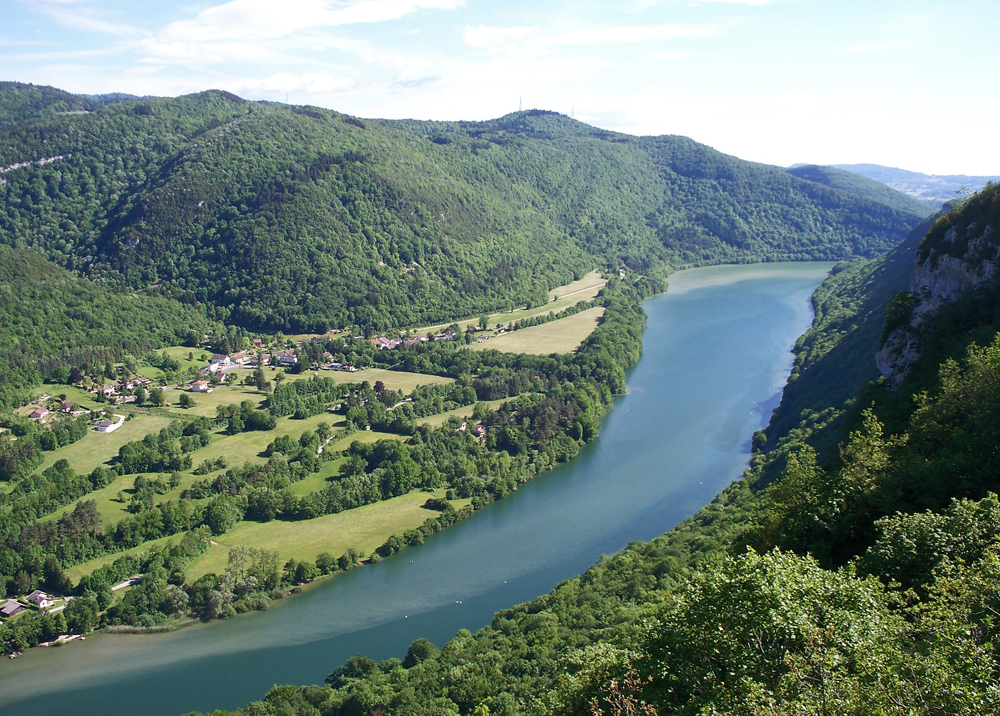

앵(프랑스어: Ain /ɛ̃/)은 프랑스의 데파르트망으로, 주도는 부르캉브레스이며 면적은 5,762 km2, 인구는 638,425명(2016년 기준), 인구밀도는 99.7명/km2이다. '앵'이라는 이름은 앵강에서 유래된 이름이다. TGV와 고속도로를 비롯한 교통망이 잘 설치되어 있으며 리옹과 제네바 국제공항과도 가깝다.
앵주는 네 개의 지역으로 구분되며, 각각 브레스, 동브, 뷔제, 페드젝스라고 부른다. 이들 지역은 모두 자기만의 지역 특색이 있으며 앵주의 다양성과 경제 발전에 기여한다. 먼저 브레스에서는 농업과 농공산업 위주로 곡물, 축산, 낙농, 양계업 등이 활발하다. 동브에서는 어류 양식, 뷔제에서는 와인 제조가 활발하다. 특히 오요나 주변에는 플라스틱 산업이 크게 조성되어 있어 '플라스틱 밸리'라는 별칭이 있으며 산업다양성을 높인다.
이러한 산업 다양성과 중소기업의 협력으로 앵주는 프랑스에서 가장 빠르게 경제가 성장하고 있는 주로 거듭나고 있다. 앵주의 실업률은 전국과 레지옹(도) 평균치보다 훨씬 낮다. 수출 위주의 중소기업 외에도 국내외에서 독보적인 위치를 자랑하는 여러 대기업들이 앵주에 자리잡고 있기도 하다.
경제 외에도 앵주는 역사, 문화유산 면에서도 중요성을 띄고 있는 지역이다. 조르주 블랑 셰프의 레스토랑(보나)으로 미식가들이 찾는 지역이자, 해마다 양계 경연대회(브레스)가 열리기도 하며, 부르캉브레스의 브루 왕립 수도원을 비롯해 14개의 박물관, 에코 투어, 스키 투어 등으로 관광업도 활발한 편이다.

## 역사

### 선사 시대
앵 지역에 사람이 정착하기 시작한 것은 중기 구석기 시대로, 무스테리앙 문화(industries moustérienne)의 흔적으로 입증되고 있다. 당대 석기 문화도 일부 발견되었으나 정확한 연대는 밝혀지지 않았다.
기원전 15,000년경 론 지방을 뒤덮고 있던 빙하가 후퇴하면서 인류가 활동할 수 있는 토지의 면적이 늘어났다. 이 지역의 정착민들은 주로 사냥꾼과 어부였던 것으로 추정되며, 콜롱비에르 동굴을 비롯한 여러 예술작품을 남겼다.
중석기 시대부터 여러 정착지의 흔적이 본격적으로 발견되고 있으며 앵주(Injoux) 인근의 수사크(Sous-Sac) 동굴, 쉬랑 계곡의 톨(Thol) 동굴, 앙데르에콩동의 펠라 동굴, 퐁타니외의 수에 동굴, 글랑디외의 모파르 동굴이 대표적이다. 신석기 시대의 유적도 쉬랑 계곡, 비리냉 일대를 중심으로 발견됐다.
청동기 시대의 유물 역시 발굴되고 있으며 세셀, 생베르나르, 페지외쉬르손, 베이노, 롱나, 브레니에코르동의 도자기, 팔찌, 장식품 등이 대표적이다. 철기 문화로는 할슈타트 문화와 라텐 문화가 큰 영향을 끼쳤다..

### 고대와 중세 초기
갈리아족 지배기에는 세콴족, 앙바르족, 하이두이족, 세귀시아브족, 알로보르주족의 다섯 민족이 이 일대를 나눠 지배했다. 그러나 게르만족의 공격과 헬베티족의 이동은 정착 민족 사이에서 긴장을 야기시켰다.
비슷한 시기 고대 로마의 율리우스 카이사르가 갈리아 정복에 나서면서 로마 제국의 영토가 되었다. 2세기 들어서는 갈리아 루그두넨시스와 막시마 세콰노룸(maxima Sequanorum)이라는 두 개의 주로 나뉘었다. 고대 로마의 유적으로는 이제르노르 로마 사원과 비외 수도교가 대표적이다.
450년경 로마 제국이 멸망하고 게르만족의 대이동을 거치면서, 앵 지역은 부르군트 제1왕국의 심장부로 자리했다가 나중에는 프랑크 왕국의 영토가 되었다. 6세기 초에는 이 일대에 기독교가 전파되면서 벨레 교구가 처음 설치되기도 하였다.
843년 베르됭 조약으로 루도비쿠스 1세 피우스의 세 아들에게 왕국의 영토가 각각 분할되었다. 앵 지역은 로타르 1세가 통치하는 중프랑크 왕국으로 넘어갔으며, 브레스 지역은 카롤루스 2세가 통치하는 서프랑크 왕국에 속하게 되었다. 이때부터 앵 지역의 서쪽(손강)과 북쪽 경계가 고정되어, 오일어권인 북쪽 지역과 프랑코프로방스어권인 남쪽 지역의 문화적 분화가 이뤄지게 되었다.

### 사보이아 백국령과 프랑스 편입

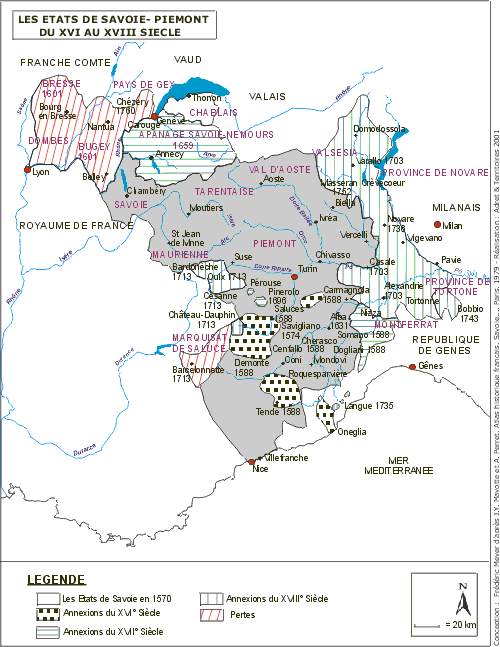
16세기~18세기 사보이아 공국의 영토. 좌측 상단 맨 끝의 빗금친 지역이 오늘날 앵주에 해당되는 지역이다.

11세기에는 사보이아 백국이 벨레와 발로메 지역을 획득하였다. 이후에도 조금씩 영토를 확보하여 15세기까지 앵 지역의 대부분을 차지하게 되었다. 1272년에는 부르고뉴 공작으로부터 브레스와 르베르몽 지역을 양도받았다.
사보이아 백국의 팽창주의 정책은 같은 지역을 탐내던 도피네와 충돌하게 되었고, 14세기 초에는 두 국가 사이에 전쟁이 발발, 1355년 파리 조약 체결로 마무리된다.
퐁댕성은 사보이아 가문이 가장 사랑했던 성으로 1476년 프랑수아 1세의 어머니인 사보이아의 루이즈가 태어난 곳이기도 하다.
16세기 말에 이르러 프랑스 앙리 4세와 사보이아 공국의 카를로 에마누엘레 1세 간의 갈등으로 전쟁이 발발, 1601년 프랑스의 승리와 함께 리옹 조약이 체결되었다.
프랑스는 살루초 변경백국을 사보이아 공국 측에 넘기는 대신 론강 우안의 사보이아 영토를 양도받게 되면서, 앵 지역의 대부분이 프랑스로 편입되었다. 발세린 계곡 일대 영토만이 사보이아 영토로 남았으며 1760년까지 소유하고 있었다. 한동안 프랑스 영토 밖에 머물러 있었던 동브 일대 지역은 1762년 프랑스 국왕에게 최종 양도됐다.
앵 지역에 데파르트망이 처음 설치된 것은 1790년으로 중세 이후 정립된 경계를 따라 세워졌으며, 9개 디스트리크, 49개 캉통, 501개 코뮌 교구를 관할하였다.

### 프랑스 혁명 이후

오늘날 앵주의 역사적 지역 구분. 1790년 주 설치 이전의 지역 구분이다.
브레스
프랑슈콩테
뷔제
발로메
동브
프랑리요네
페드젝스

앵주의 지형도(1790년)

프랑스 혁명 기간의 행정구역 개혁으로 프랑스 전역에 83개 데파르트망이 설치되면서 앵 지역에도 새로 설치되었다. 1789년 12월 22일 제정된 법에 의거하여 1790년 3월 4일 브레스, 뷔제, 동브, 페드젝스와 프랑리요네의 일부를 관할하게 된 것이다.
브레스, 뷔제, 페드젝스 지역은 1601년 사보이아 공국의 프랑스 할양 이래 관례에 따라 부르고뉴 공작령으로 통치되던 지역이었다. 법령 초안에서는 브레스주(Bresse)로 칭하였으나 1790년 3월 6일 최종안부터 앵주(Ain)로 명명되었다. 브레스주라는 명칭은 1791년까지 앵주라는 공식 명칭과 더불어 쓰이다가, 프랑스 혁명기에 벌어진 구체제 지우기와 함께 자제 운동으로 쓰이지 않게 되었다.
1798년에는 앵주에서 페드젝스 지역이 분리되어 나왔으며 1814년 레망주 신설과 함께 그곳에 속하게 되었다.
1815년 6월 8일 워털루 전투에서 연합군이 승리를 거두면서 앵주는 1815년 6월부터 1818년 11월까지 오스트리아군이 점령하였다. 1815년에는 제네바와 스위스의 연결을 위해 앵주의 6개 코뮌(콜레보시, 르그랑사코네, 프레니, 베르니에, 메이랭, 베르수아)가 스위스 제네바주로 넘어갔다.
1851년 12월 2일 나폴레옹 3세의 쿠데타 이후 앵주는 대규모 민중봉기 진압을 위해 병력이 파견된 곳 중 하나였다. 당시 시위대 100여명이 체포된 것으로 알려져 있다.
1967년 리옹 도시공동체 출범을 계기로 리옹 교외권에 해당되었던 앵주 남서부의 6개 코뮌이 론주 관할로 넘어갔다. 2016년 1월 1일에는 앵주가 속해 있던 론알프 레지옹이 오베르뉴와 통합되어 오베르뉴론알프로 새로 출범하였다.

## 인구
| 연도 | 인구    | ±% p.a. |
| ---- | ------- | ------- |
| 1791 | 307,756 | —       |
| 1801 | 297,071 | −0.35%  |
| 1806 | 304,468 | +0.49%  |
| 1821 | 346,030 | +0.86%  |
| 1831 | 346,188 | +0.00%  |
| 1841 | 355,694 | +0.27%  |
| 1851 | 372,939 | +0.47%  |
| 1861 | 369,767 | −0.09%  |
| 1872 | 363,290 | −0.16%  |

| 연도 | 인구    | ±% p.a. |
| ---- | ------- | ------- |
| 1881 | 363,472 | +0.01%  |
| 1891 | 356,907 | −0.18%  |
| 1901 | 350,416 | −0.18%  |
| 1911 | 342,482 | −0.23%  |
| 1921 | 315,757 | −0.81%  |
| 1931 | 322,918 | +0.22%  |
| 1936 | 316,710 | −0.39%  |
| 1946 | 306,778 | −0.32%  |
| 1954 | 311,941 | +0.21%  |

| 연도 | 인구    | ±% p.a. |
| ---- | ------- | ------- |
| 1962 | 327,146 | +0.60%  |
| 1968 | 339,262 | +0.61%  |
| 1975 | 376,477 | +1.50%  |
| 1982 | 418,516 | +1.52%  |
| 1990 | 471,019 | +1.49%  |
| 1999 | 515,270 | +1.00%  |
| 2006 | 566,740 | +1.37%  |
| 2011 | 603,827 | +1.28%  |
| 2016 | 638,425 | +1.12%  |

## 같이 보기
- 앵주의 코뮌 목록